# Marco Schwarz
Pour les articles homonymes, voir Schwarz.
Marco Schwarz, né le 16 août 1995 à Villach, est un skieur alpin autrichien. Il remporte ses deux premières victoires en Coupe du monde lors de la saison 2018-2019, le City Event d'Oslo et le combiné de Wengen, et termine médaillé de bronze en combiné et en slalom, ainsi que médaillé d'argent avec l'Autriche dans le Team Event, aux championnats du monde 2019. Lors de l'hiver 2020-2021, il remporte le titre de champion du monde du combiné alpin aux Mondiaux de Cortina d'Ampezzo, et s'adjuge en Coupe du monde le petit globe de cristal du slalom et remportant ses deux premières victoires internationales dans la spécialité et en montant sur six podiums consécutivement.

## Carrière sportive

### Junior et débuts en Coupe du monde
Repéré dès l’âge de dix ans par les cadres scolaires de Carinthie, Marco Schwarz participe à ses premières courses FIS dès l’hiver 2010-2011. En 2012, il remporte les épreuves de slalom et de combiné lors des Jeux olympiques de la jeunesse d'hiver. Il participe à ses premières manches de Coupe d'Europe le 20 janvier 2013 à Kirchberg in Tirol.
Durant l’hiver suivant, il participe plus régulièrement à des épreuves de Coupe d'Europe, parvenant régulièrement à se classer dans les 30 premiers. Lors de cette même saison, il devient champion du monde junior de super-G et gagne la médaille de bronze de la descente.
Durant l’hiver 2014-2015, Marco Schwarz s’illustre aux avants-postes de la Coupe d’Europe de slalom, en montant sur son premier podium le 21 février à Bellegarde, avant de remporter son premier slalom le lendemain dans la même station fribourgeoise. Ses performances lui permettent de se classer à la cinquième place de cette Coupe d’Europe de slalom, et à la seizième du classement général. Durant cette même saison, il participe à ses premières épreuves de Coupe du monde en slalom et en slalom géant, sans parvenir à se qualifier pour des deuxièmes manches.

### Premiers podiums et médaille olympique
Après un excellent début de saison 2015-2016 en Coupe d’Europe, marqué par quatre podiums en quatre courses, dont une victoire, Marco Schwarz marque ses premiers points en Coupe du monde, lors des épreuves techniques disputées à Val d'Isère les 12 et 13 décembre, avec une 19e place en slalom géant et une 18e place en slalom. Le 22 décembre, il monte sur son premier podium lors du slalom de Madonna di Campiglio.
En 2018, il est sélectionné pour ses premiers jeux olympiques à Pyeongchang, où il commence par une quatrième place en combiné, puis finit onzième du slalom, avant de remporter la médaille d'argent lors de la compétition par équipes.

### 2019: multiple médaillé aux Championnats du monde
Lors de la saison de Coupe du monde 2018-2019, Il termine 2e du slalom de Madonna di Campiglio derrière Daniel Yule le 22 décembre, puis remporte sa première victoire le 1er janvier dans le City Event d'Oslo, en battant Dave Ryding en finale. Il remporte ensuite le combiné de Wengen. Dans les championnats du monde à Åre, Marco Schwarz commence par le combiné alpin où il est plus rapide qu'Alexis Pinturault et Štefan Hadalin dans la descente. Mais ces deux derniers réussissent un meilleur slalom et terminent respectivement en or et en argent, lui laissant la médaille de bronze. Il fait ensuite partie de la formation autrichienne qui termine avec la médaille d'argent du Team Event, battue en finale par la Suisse. Dans le slalom géant, il réalise la plus belle remontée : 16e temps de la première manche, meilleur chrono de la deuxième, il revient jusqu'à la 5e place de la course remportée par Henrik Kristoffersen. Enfin, il s'adjuge une troisième médaille en Suède, en complétant un triplé autrichien dans le slalom derrière Marcel Hirscher et Michael Matt.

### 2021: champion du monde et vainqueur de son premier globe de cristal
Après la retraite de Marcel Hirscher, il connait une excellente saison 2020-2021 : en slalom, sept podiums en dix courses et deux victoires en Coupe du monde (les deux premières de sa carrière dans la discipline) qui lui permettent de gagner son premier petit globe de cristal . Sa régularité dans sa discipline et les points marqués en slalom géant lui permettent de finir sur le podium du classement général, à la troisième place derrière le vainqueur Alexis Pinturault suivi par Marco Odermatt. Mais également, lors des championnats du monde disputés à Cortina d'Ampezzo, Marco Schwarz devient champion du monde du combiné alpin en battant le tenant du titre Alexis Pinturault de 4/100e de seconde au terme des deux épreuves (Super-G + slalom), remportant également le bronze dans le slalom géant.
Par contre, lors de l'hiver 2021-2022, il ne parvient pas à monter sur le podium, obtenant son meilleur résultat lors du combiné alpin des Jeux olympiques à Pékin.

### 2023-2024
Marco Schwarz décide de disputer la totalité des courses au programme de l'hiver, et réussit en début de saison à marquer des gros points en descente, en super-G, en slalom géant et en slalom, obtenant des podiums dans ces deux dernières disciplines. Le 22 décembre, il remporte le slalom de Madonna di Campiglio et déloge alors Marco Odermatt de la première place du classement général de la Coupe du monde qu'il ambitionne de remporter. Il chute lors de la course suivante, la descente de Bormio et subit à cette occasion une déchirure d'un ligament croisé et du ménisque interne ainsi que d'une lésion du cartilage au genou droit, ce qui met un terme à sa saison.

## Palmarès

### Jeux olympiques
| Édition / Épreuve   | Slalom | Slalom géant | Combiné alpin | Par équipes |
| ------------------- | ------ | ------------ | ------------- | ----------- |
| JO 2018 Pyeongchang | 11e    | -            | 4e            | Argent      |
| JO 2022 Pékin       | 17e    | 14e          | 5e            |             |

### Championnats du monde
| Édition / Épreuve                | Descente | Slalom  | Slalom géant | Super-G | Combiné alpin | Parallèle                        | Par équipes |
| -------------------------------- | -------- | ------- | ------------ | ------- | ------------- | -------------------------------- | ----------- |
| Mondiaux 2017 Saint-Moritz       | -        | 7e      | -            | -       | Abandon       | Épreuve inexistante à cette date | -           |
| Mondiaux 2019 Åre                | -        | Bronze  | 5e           | -       | Bronze        | Épreuve inexistante à cette date | Argent      |
| Mondiaux 2021 Cortina d'Ampezzo  | -        | Abandon | Bronze       | -       | Or            | NQ                               | -           |
| Mondiaux 2023 Courchevel-Méribel | 4e       | 6e      | Bronze       | 6e      | Argent        | -                                | -           |

Légende : éliminé en qualifications

### Coupe du monde
- Meilleur classement général : 3e en 2021.
- 1 petit globe de cristal : 
  - Vainqueur du classement du slalom en 2021.
- 23 podiums (14 en slalom, 5 en géant, 2 en City Event, 1 en Super-G et 1 en combiné), dont 6 victoires.

#### Différents classements en Coupe du monde
| Saison / Épreuve | Saison / Épreuve | Général | Général | Descente | Descente | Super G | Super G | Slalom géant | Slalom géant | Slalom | Slalom | Combiné | Combiné | Parallèle | Parallèle |
| ---------------- | ---------------- | ------- | ------- | -------- | -------- | ------- | ------- | ------------ | ------------ | ------ | ------ | ------- | ------- | --------- | --------- |
| Saison / Épreuve | Saison / Épreuve | Class.  | Points  | Class.   | Points   | Class.  | Points  | Class.       | Points       | Class. | Points | Class.  | Points  | Class.    | Points    |
| 2015-2016        | 2015-2016        | 34e     | 298     | -        | -        | -       | -       | 48e          | 15           | 8e     | 283    | -       | -       | -         | -         |
| 2016-2017        | 2016-2017        | 66e     | 107     | -        | -        | -       | -       | -            | -            | 23e    | 107    | -       | -       | -         | -         |
| 2017-2018        | 2017-2018        | 39e     | 210     | -        | -        | -       | -       | 49e          | 14           | 16e    | 174    | 23e     | 22      | -         | -         |
| 2018-2019        | 2018-2019        | 9e      | 560     | -        | -        | -       | -       | 31e          | 49           | 7e     | 411    | 2e      | 100     | -         | -         |
| 2019-2020        | 2019-2020        | 18e     | 414     | -        | -        | -       | -       | 18e          | 101          | 7e     | 274    | 20e     | 32      | 35e       | 7         |
| 2020-2021        | 2020-2021        | 3e      | 814     | -        | -        | -       | -       | 18e          | 149          | 1er    | 665    | -       | -       | -         | -         |
| 2021-2022        | 2021-2022        | 22e     | 327     | -        | -        | -       | -       | 20e          | 107          | 12e    | 220    | -       | -       | -         | -         |
| 2022-2023        | 2022-2023        | 7e      | 863     | 31e      | 64       | 13e     | 151     | 4e           | 449          | 13e    | 199    | -       | -       | -         | -         |
| 2023-2024        | 2023-2024        | 11e     | 464     | 42e      | 29       | 28e     | 45      | 12e          | 210          | 15e    | 180    | -       | -       | -         | -         |

#### Détail des victoires
| Saison / Épreuve | Slalom               | Slalom Géant    | Combiné | City Event | Total |
| ---------------- | -------------------- | --------------- | ------- | ---------- | ----- |
| 2018-2019        |                      |                 | Wengen  | Oslo       | 2     |
| 2020-2021        | Adelboden Schladming |                 |         |            | 2     |
| 2022-2023        |                      | Palisades Tahoe |         |            | 1     |
| 2023-2024        | Madonna di Campiglio |                 |         |            | 1     |
| Total            | 3                    | 1               | 1       | 1          | 6     |

### Coupe d'Europe
- 6 podiums, dont 2 victoires (en slalom).

| Année/Classement | Général | Général | Slalom | Slalom | Slalom géant | Slalom géant | Super G | Super G | Combiné | Combiné |
| Année/Classement | Class.  | Points  | Class. | Points | Class.       | Points       | Class.  | Points  | Class.  | Points  |
| ---------------- | ------- | ------- | ------ | ------ | ------------ | ------------ | ------- | ------- | ------- | ------- |
| 2013-2014        | 74e     | 120     | 45e    | 50     | 36e          | 59           | 41e     | 11      | 17e     | 8       |
| 2014-2015        | 16e     | 327     | 5e     | 311    | 59e          | 11           | -       | -       | 17e     | 8       |

### Championnats du monde junior
| Édition / Épreuve     | Descente | Super-G | Slalom géant | Slalom | Combiné |
| --------------------- | -------- | ------- | ------------ | ------ | ------- |
| Mondiaux 2014 Jasná   | Bronze   | Or      | 26e          | Ab.    | Ab.     |
| Mondiaux 2015 Hafjell | -        | 23e     | Ab.          | Argent | 5e      |

### Jeux olympiques de la jeunesse
- Innsbruck 2012 :
  -  Médaille d'or au slalom.
  -  Médaille d'or au super combiné.

### Championnats d'Autriche
- Champion en slalom géant en 2015.
- Champion en slalom en 2016.
- Champion en combiné en 2016.